# Плана (Босния и Герцеговина)
Плана (серб. Плана / Plana) — село в общине Билеча Республики Сербской Боснии и Герцеговины. Население составляет 38 человек по переписи 2013 года.

## Известные уроженцы
- Петар Чокорило[серб.] (1802—1866), в монашестве Прокопий, сербский духовник[4]